# Nordahl Grieg
Johan Nordahl Brun Grieg (n. 1 noiembrie 1902 - d. 2 decembrie 1943) a fost un scriitor norvegian.
Scrierile sale manifestă un entuziasm patriotic și revoluționar sau reflectă idealuri umanitare.
De asemenea, a denunțat militarismul și fascismul.

## Scrieri (selecție)
- 1922: În jurul Capului Bunei Speranțe ("Rundt Kaap det gode Haab")
- 1924: Corabia înaintează ("Skibet gaar videre")
- 1927: Barrabas
- 1927: En ung manns Kjaerlighet; piesă de teatru
- 1929: Norvegia este în mâinile noastre ("Norge i våre hjerter")
- 1935: Onoarea și puterea noastră ("Vår ære og vår makt"); piesă de teatru
- 1936: Dar mâine ("Men imorgen")
- 1936: Til Ungdommen; poem
- 1937: Înfrângerea ("Nederlaget"); piesă de teatru
- 1938: Lumea trebuie să fie tânără ("Ung må verden ennu være"); roman
- 1942: Natura umană ("Den menneskelige natur")
- 1945: Libertatea ("Friheten").

Grieg a fost fondator al revistei antifasciste Veien frem.